# João de Deus

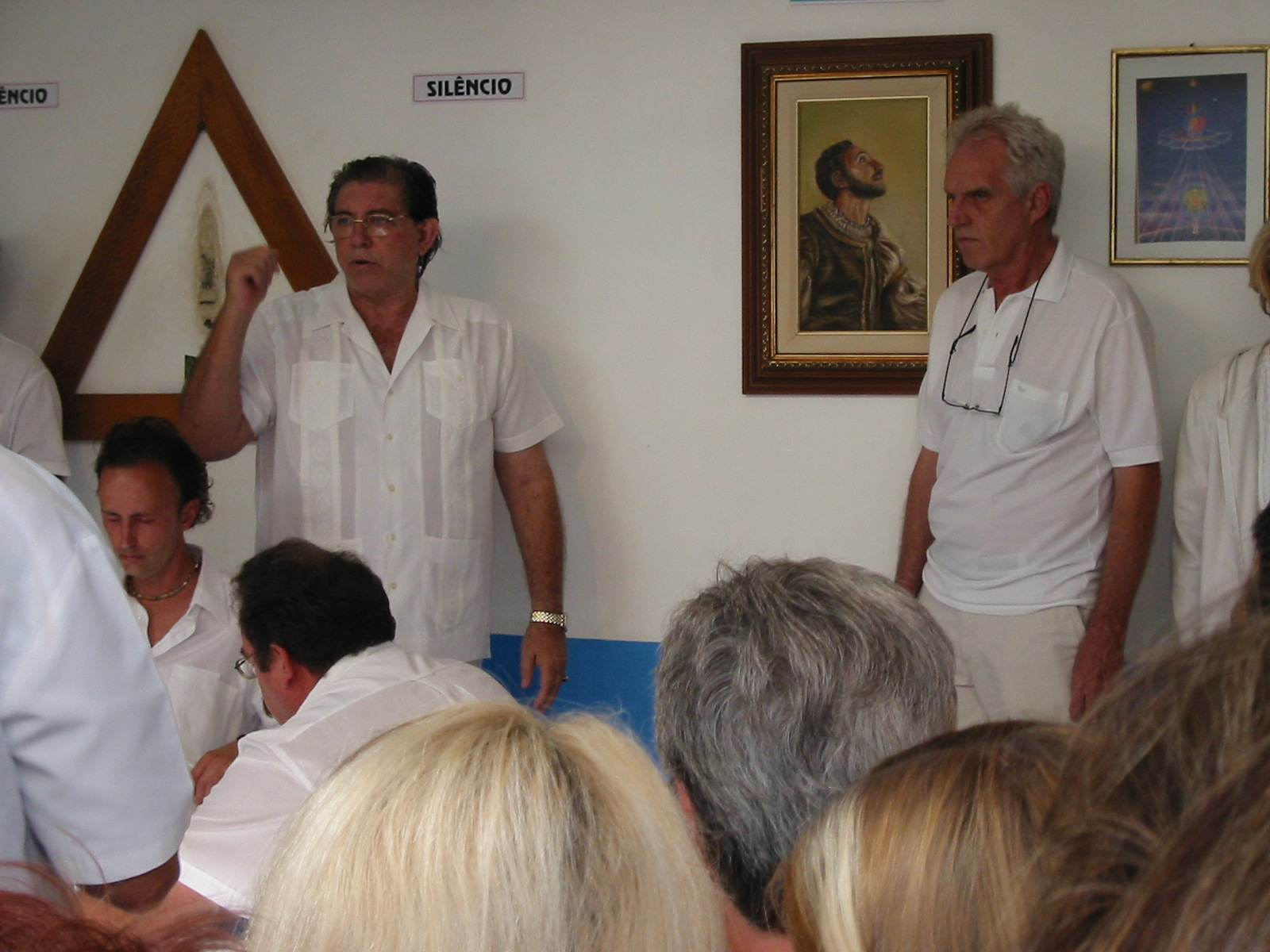
João „műtét” után

João Teixeira de Faria vagy közismert nevén João de Deus („Isten Jánosa”), (1942. június 24. –) brazíliai, magát gyógyítónak, pszichikai sebésznek, médiumnak nevező férfi.
Brazília Goiás államának délnyugati részén, egy Abadiânia nevű városban csodadoktorként praktizált. 2018-ban letartóztatták és közel ötszáz év börtönbüntetésre ítélték.

## Pályafutása
Chico Xavier orvos, João de Deus egyik barátja, azt tanácsolta João-nak, menjen Abadiâniába és fogjon gyógyító misszióba. 1978 körül volt João de Deus első „gyógyító” tevékenysége Abadiâniában. Kint üldögélt egy székben az út mellett, amikor „betegek” érkeztek hozzá. Fokozatosan egyre többen keresték fel, amíg napi ezer „beteg” járt hozzá. João folyamatosan fejlesztette Casa de Dom Inácio de Loyola (Loyolai Szent Ignácról elnevezett) nevű házát.
Életének első részéről keveset tudni, Robert Pellegrino-Estrich gyűjtötte össze és írt le az életrajzát The Miracle Man (A csodaember) címmel. Egy bizonyos, de Faria sohasem érettségizett le és nem volt sem tanulója, sem végzős diákja egyetlen braziliai orvosi egyetemnek sem.
A későbbiekben az általa, néha közönséges ollóval végzett szemműtétjei miatt a brazil hatóság kuruzslás miatt folytatott le ellene büntetőeljárást.
A házban a „gyógyítóknak” – és természetesen a betegeknek – kötelező a fehér ruha. A fehér ruha ugyanis segíti a "gyógyító entitásokat" (azaz megidézett szellemeket) abban, hogy felismerjék a beteg lelki és testi problémáit, ellenállásait, esetleg a "mester" és környezete elleni érzéseit, félelmeit.
Körülbelül 30 „lélek-doktor” szolgál João mellett. Az ún. "lélek doktorok" évtizedekkel, vagy éppen évszázadokkal ezelőtt élt emberek lelkei (pl. Loyolai Szt. Ignác a jezsuita rend alapítója, akivel Joao de Deus személyében azonosította magát, Szt. Ignác reinkarnációjaként) akik a mester transz-állapotában mintegy őbelé költözve, a mester akaratától, öntudatától mintegy független módon tevékenykednek, gyógyítanak.
„Foglalkoznak” tumorral, AIDS-cel, rákkal, asztmával, sőt mindenféle testi és lelki, sőt "karmikus" megbetegedésekkel is. Az ellátásért, kristályágy-terápiáért, a szállásért természetesen fizetniük kell ugyanúgy, mint a helyszínen kapható, un. "lélek-gyógyszerekért" és a település közelében található folyóban való megmerítkezésért is. Ez utóbbit a mester saját privilégiumaként kezeli.
Magyarországon is vannak követői, akik szervezett utazásokat reklámoznak és indítanak "Joao de Deus" gyógyintézményébe. Van úgy, hogy elég egy fényképet küldenie a betegnek, ugyanis a "mester" távgyógyításra is képes, legalábbis a hazai szervezőiroda vezetője szerint.
Az American Broadcasting Company (ABC) TV élőben közvetítette az „orvosi beavatkozását” 2005. július 14-én. James Randi João de Deus felé is szkeptikusan tekint.
2018. december 10-én Joao de Deust letartóztatta a brazil hatóság. Pénzmosás, szexuális erőszak (több mint 500 nő jelentette fel, közülük a saját lánya is), drogterjesztés és fegyverrejtegetés miatt. Joao hevesen tagadta a vádakat. Ezen kívül napvilágra jutott a megrázó tény, hogy gyermekek kereskedelme is hozzátartozik a tevékenységéhez. Összesen 489 év és 7 hónap börtönbüntetésre ítélték.